# Shanina Shaik
Shanina Shaik (Melbourne, 11 febbraio 1991) è una supermodella australiana.

## Biografia
Shanina Shaik, nata e cresciuta a Melbourne, ha origini lituane da parte di madre e pakistane da parte di padre. Inizia la sua carriera di modella all'età di 8 anni. A 15 anni partecipa ad un concorso di modelle, ma nonostante molti agenti fossero interessati a lei, lei era troppo piccola per trasferirsi a Sydney, successivamente partecipa al reality show australiano Make Me a Supermodel
Shanina sfilò per la prima volta a New York per la stagione autunno/inverno 2009, da allora ha sfilato per molti stilisti come Shipley & Halmos, Abaete, Mara Hoffman, Lorick, Catherine Malandrino, Gerlan Jeans, Nary Manivong, Rachel Antonoff, e Susan Woo, mentre è stata testimonial per Avon, Intermix, Urban Outfitters, Lovable, Burda Style, Spiegel, Free People, Bloomingdales, JC Penny, Seafolly e molti altri.
L'anno della svolta per Shanina è il 2011 anno in cui partecipa per la prima volta alla sfilata di Victoria's Secret accanto a Miranda Kerr ed Adriana Lima e sfila a Parigi per Chanel primavera/estate 2012. Partecipa alla sfilata di Victoria's Secret anche nel 2012, 2013, 2014, 2016, 2017 e 2018. Nel 2013 è testimonial della campagna Miss Sixty e Sephora, e nel mese di maggio sfila al Calzedonia Summer Show.
Nel 2015 è nel videoclip di Do What You Like, del cantante Taio Cruz. È ambasciatrice di Just Jeans e ha fatto da modella a fianco della star del rugby Sonny Bill Williams. Nel 2016, Shanina è diventata ambasciatore del marchio di costumi australiano Seafolly. Shanina è apparsa sulle copertine di Cosmopolitan, Cleo, Vogue India, Harper's Bazaar Singapore, Arabia, Vietnam e Australia. Nel 2019 è apparsa sulla copertina di Maxim di maggio e giugno.

## Vita privata
Shanina ha deciso di sposare Gregory "DJ Ruckus" Andrews dopo otto mesi di frequentazioni nel dicembre 2015. I due si sono sposati alle Bahamas nell'aprile 2018, ma si sono separati già nel giugno del 2019; Shanina ha chiesto il divorzio poco dopo.

## Videoclip
- Do What You Like, di Taio Cruz (2015)

## Agenzie
- IMG - New York, Milano, Londra, Sydney, Los Angeles
- Traffic Models - Barcellona
- MIKAs - Stoccolma

## Campagne pubblicitarie
- Ann Taylor LOFT Holiday (2013)
- Avon
- Burda Style
- Fendi Holiday (2018)
- Intermix
- Intimissimi A/I (2011)
- INC P/E (2012)
- Karen Millen Christmas (2018)
- LOFT Holiday (2013)
- Lovable
- Miss Sixty WearEver Me A/I (2012)
- Philipp Plein Resort (2019)
- Seafolly (2011)
- Sephora Summer (2013)
- Swarovski (2017)
- Urban Outfitters